# Almăj
Almăj è un comune della Romania di 2045 abitanti, ubicato nel distretto di Dolj, nella regione storica dell'Oltenia.
Il comune è formato dall'unione di 4 villaggi: Almăj, Bogea, Moșneni, Șitoaia.